# 顧冠仁
顧冠仁（こ かんじん、Gu Guanren, 1942年1月1日 - ）は、中国の民族音楽作曲家。
江蘇省海門市出身。1957年、上海民族楽団の琵琶奏者となり、上海音楽学院民族音楽理論作曲学科で学ぶ。1991年に上海民族楽団の団長となり、1995年に組織の改編に伴い芸術監督となる。2000年に辞任。現在は中国民族管弦楽学会副会長、上海音楽家協会主席団委員。

## 作品
- 中国民族管弦楽曲『春天組曲』
- 中国民族管弦楽曲『東海漁歌』
- 琵琶協奏曲『花木蘭』
- 琵琶協奏曲『王昭君』
- 二胡協奏曲『望月』
- 江南絲竹『緑野』